# بشرية (طائفة)
البشرية كانت فرقة فرعية من مدرسة الكلامية المعتزلية.
في حين أن المدرسة المعتزلة تأسست عمومًا في البصرة على يد واصل بن عطاء، فإن البشرية تتبع تعاليم عالم اللاهوت والشاعر المعتزلي بشر بن المعتمر (ت 210 هـ / 825 م).

## المعتقدات الشائعة
في حين أن لكل فرقة رأيها الخاص في بعض القضايا التي تميزها عن المعتزلة. ومن المعتقدات التي اتفقت عليها فرق المعتزلة عامة ما يلي:
1. "الله كائن أزلي، ولأنه كذلك، فالخلود صفته الخاصة". ومع إيمانهم بصفات الله الأزلية، ما زالوا يؤمنون بأن ما يقوله يسبق وجوده، ويوجد في زمان ومكان. إنهم يؤمنون بشدة بإنكار نسب الصفات البشرية إلى الله.[3]
2. «للإنسان سلطان على أعماله الصالحة والسيئة، وهو خالقها». يُجمع أتباع عقيدة المعتزلة الكلاسيكية وأتباع فرقها على أن الإنسان، بحكم تحكمه في جسده وأفعاله، هو المستحق للثواب أو العقاب على حياته على الأرض.[3]
3. يعتقدون أنه من خلال التوبة وأسلوب الحياة الجيد، عند دخول الحياة الأخرى، سوف ينال الإنسان مكافأة على طاعته. ومع ذلك، إذا توفي أحد دون توبة، فهو غير ناجٍ في الآخرة.[3]
4. وأخيرًا يتفق المعتزلة على أن الإنسان يجب أن يعرف الفرق بين الخير والشر بطبيعته عن طريق العقل. ومن خلال هذا الحس العقلاني، فمن المتوقع أيضًا أن يكون لدى الإنسان فهم أساسي لله.[3]

## التمييز عن المعتزلة
وبالتركيز بشكل خاص على مدرسة البشريّة التي تتبع أفكار بشر بن المعتمر، كان هناك ستة تمييزات بينها وبين مذهب المعتزلة العام.
1. كانوا يعتقدون أن الحواس مثل اللون والتذوق والشم قد تنبع من التأثيرات الثانوية لأفعال الإنسان. وهم يميزون فكرتهم عن أي فكرة مشابهة بأنهم يُحددون التأثير الأساسي في مقابل التأثير الثانوي، وهذه فكرة متقدمة جدًّا حتى بمعايير العصر الحديث.[5]
2. لا يقولون إن الإنسان يتصرف بهذه القدرة في اللحظة الأولى ولا في الثانية، بل يقولون إنه يتصرف، ولا يتم الفعل إلا في الثانية. وهذا يعني أنه لكي يُحكم على الإنسان بناءً على أفعاله، يجب أن يكون كفؤًا وفي حدود قدرته الحقيقية. يُعرّفون القدرة بطريقة تجعل الإنسان يتمتع بكامل صحته الجسدية والعقلية والداخلية.[5]
3. يعتقد أتباع البشرية أنه على الرغم من أن قدرة الله على معاقبة الطفل هي ضمن حقوقه في الاستخدام، إلا أنه لن يفعل ذلك لأنه إذا فعل ذلك فإنه يرتكب عملًا من أعمال الظلم وهو ما لا يستطيع الله أن يفعله. ويوضح كيف أن الطفل، لكونه ليس ضمن قدراته، غير قادر على استحقاق العقاب بسبب طبيعة عدم قدرته على اتخاذ قراراته الصحيحة. لو عاقب الله طفلًا، فإنه بذلك يعاقب طفلًا على أساس كونه بالغًا بطريقة تتناقض مع طبيعة الله وطبيعة العقاب.[6]
4. إن إرادة الله هي إرادة أفعاله. وبسبب طبيعة الفكر المعتزلي القائل بخلق القرآن والنظر العقلاني إلى الله، فإن البشرية تتبع عقيدة مفادها أن إرادة الله هي التي تخلفه في الوجود. في النظرة الكلاسيكية لوجود الله بالمعنى الإسلامي، فإن كلمة الله أبدية ولكن كجزء من مدرسة المعتزلة، فإنهم يؤمنون بالله قبل خلقه وأفعاله.[6]
5. إن نعمة الله هي الشيء الذي من شأنه أن يجعل كل إنسان يؤمن بالله وبالتالي يتصرف بطريقة تستحق الأجر كما يستحق أولئك الذين يؤمنون حاليًا الأجر، ولكن أكثر من ذلك في هذه الحالة بسبب نعمة الله. ومن المهم أن نلاحظ مع ذلك أنه على الرغم من أن الله لديه نعمة، إلا أنه ليس مطلوبًا من الله أن يمنح نعمته لأي شخص على الإطلاق. ومن الجوانب المثيرة للاهتمام للغاية في هذا الاعتقاد أيضًا أن صلاح الله لا ينتهي أبدًا وأن عطاءه من نعمته وصلاحه ليس له حدود ويجب على الله أن يختار. وبما أنه لا يوجد حد لكمية الخير الذي يستطيع الله أن يفعله، فإن الله يستطيع دائمًا أن يفعل الأفضل، وبالتالي ليس مطلوبًا منه أن يفعل الأفضل لأنه لا يوجد شيء من هذا القبيل. ومع ذلك، يجب على الله أن يمنح الإنسان القدرة على الإيمان دون عوائق الإيمان.[6]
6. التمييز الرئيس الأخير لفكر البشرية هو أنهم كانوا يعتقدون أنه إذا ارتكبت الإنسان ذنبًا من الكبائر، وتاب عنه، ثم ارتكب نفس الذنب مرة أخرى، فإنك يستحق ليس فقط العقاب على الذنب العظيم الذي ارتكبه للتو، ولكن أيضًا العقاب على المرة الأولى التي ارتكب فيها هذه الذنب لأنه عندما تاب، عُفي عنه من ذلك الذنب على أساس أنه لن يرتكب الذنب مرة أخرى.[6]

## طالع أيضًا
- المدارس والفروع الإسلامية